# Pionki (gmina wiejska)
Pionki – gmina wiejska w województwie mazowieckim, w powiecie radomskim. W latach 1975–1998 gmina położona była w województwie radomskim.
Siedzibą gminy są Pionki będące osobną gminą miejską.
Według danych z 30 czerwca 2004 gminę zamieszkiwały 9843 osoby.
1 kwietnia 1983 do gminy Pionki włączono sołectwa Sucha i Bieliny z gminy Zwoleń.

## Struktura powierzchni
Według danych z roku 2002 gmina Pionki ma obszar 230,82 km², w tym:
- użytki rolne: 33%
- użytki leśne: 62%

Gmina stanowi 15,09% powierzchni powiatu.

## Demografia

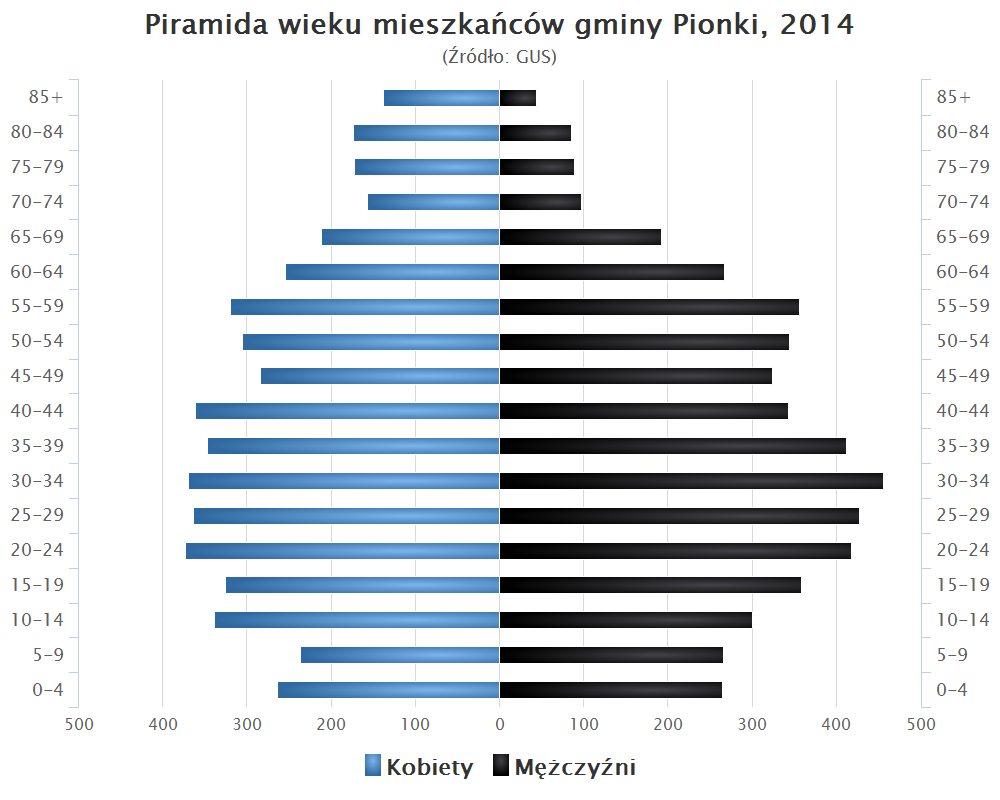
Piramida wieku mieszkańców gminy Pionki w 2014 roku

Dane z 30 czerwca 2004:
| Opis                              | Ogółem | Ogółem | Kobiety | Kobiety | Mężczyźni | Mężczyźni |
| --------------------------------- | ------ | ------ | ------- | ------- | --------- | --------- |
| jednostka                         | osób   | %      | osób    | %       | osób      | %         |
| populacja                         | 9843   | 100    | 4887    | 49,6    | 4956      | 50,4      |
| gęstość zaludnienia (mieszk./km²) | 42,6   | 42,6   | 21,2    | 21,2    | 21,5      | 21,5      |

## Sołectwa
Adolfin, Augustów, Bieliny, Brzezinki, Brzeziny, Czarna Kolonia, Czarna Wieś, Działki Suskowolskie, Helenów, Januszno, Jaroszki, Jaśce, Jedlnia, Jedlnia-Kolonia, Kieszek, Kolonka, Krasna Dąbrowa, Laski, Mireń, Płachty, Poświętne, Sałki, Sokoły, Stoki, Sucha, Suskowola, Wincentów,  Tadeuszów, Zadobrze, Zalesie, Żdżary
Wsie bez statusu sołectwa:
Huta, Kamyk, Kościuszków, Marcelów, Ostrownica, Sucha Poduchowna, Karpówka (wieś),

## Sąsiednie gminy
Garbatka-Letnisko, Głowaczów, Gózd, Jastrzębia, Jedlnia-Letnisko, Kozienice, Pionki, Policzna, Zwoleń